# Orde van Verdienste van de Bondsrepubliek Duitsland

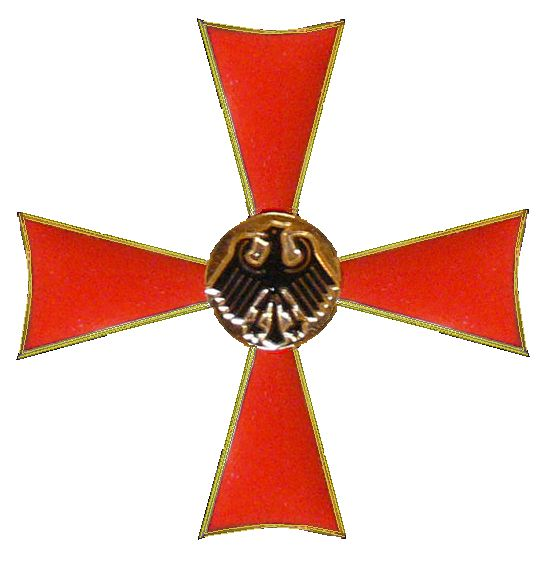
Het kleinood

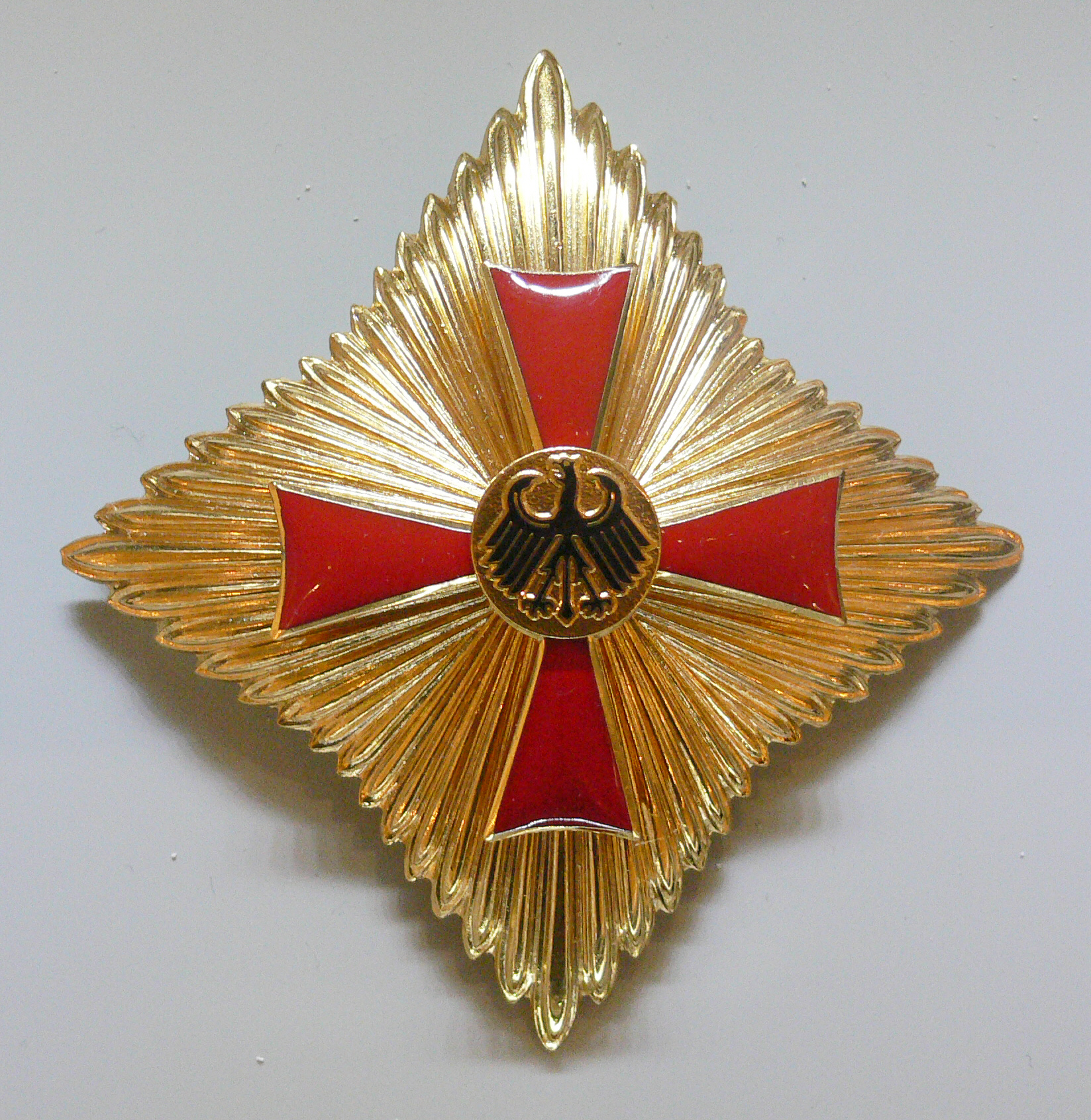
De plaque van het Grote Kruis van Verdienste met Ster en Grootlint of "Großes Verdienstkreuz mit Stern und Schulterband".

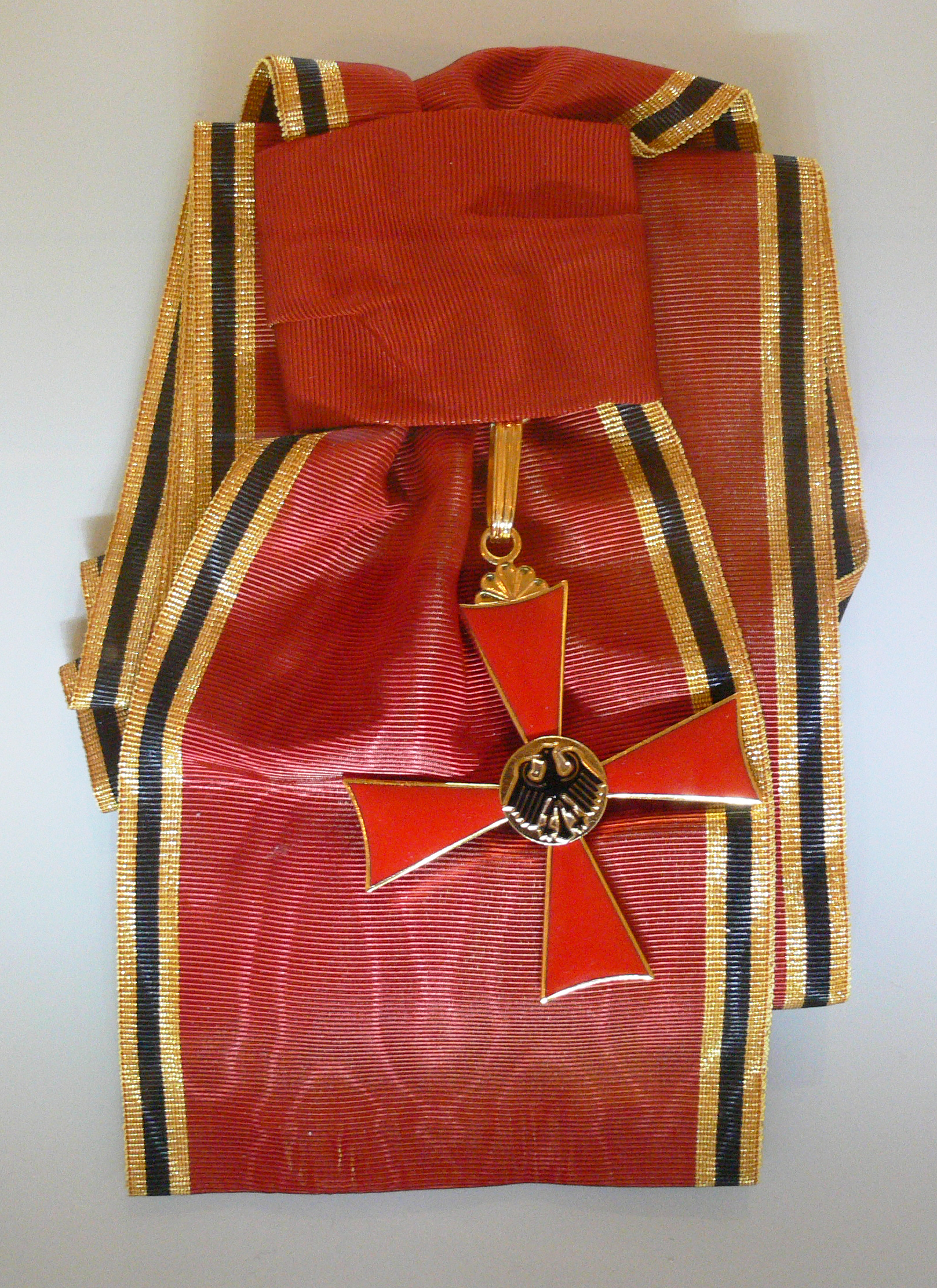
Het Grote Kruis van Verdienste met Ster en Grootlint of "Großes Verdienstkreuz mit Stern und Schulterband".

De Orde van Verdienste van de Bondsrepubliek Duitsland (Duits: Verdienstorden der Bundesrepublik Deutschland) is de enige orde van Verdienste van Duitsland en is op 7 september 1951 door bondspresident Theodor Heuss ingesteld. De orde verving de door de nationaalsocialisten ingestelde orden als de Duitse Orde en de Orde van de Duitse Adelaar.
Omdat het de enige nationale orde van verdienste is, is het tevens de hoogste orde van de Bondsrepubliek. De orde kan worden toegewezen aan zowel Duitsers als buitenlanders. Ook veel Duitse bondslanden of deelstaten hebben hun eigen orden van verdienste en er zijn ook andere Duitse orden voor Dapperheid of Culturele Verdienste.
Met uitzondering van de voormalige Hanzesteden Hamburg en Bremen, nu kleine bondslanden, hebben de Duitse bondsstaten alle hun eigen onderscheidingen waaronder orden van verdienste. De inwoners van de Hanzesteden hebben eeuwenlang geweigerd om ridderorden te dragen en ook nu nog weigeren veel Hanseaten om onderscheidingen aan te nemen. Voormalig bondskanselier Helmut Schmidt is een Hamburger en weigerde daarom het grootkruis van de Orde van Verdienste van de Bondsrepubliek Duitsland.

## De instelling van de orde
De nieuw ingestelde Bondsrepubliek Duitsland kon terugkijken op verschillende tradities. Het Derde Rijk had honderden onderscheidingen waaronder orden gekend. De Weimarrepubliek had als reactie op de hoogconjunctuur van de ridderorden in het wilhelminische Duitsland geen enkele ridderorde en slechts enkele onderscheidingen ingesteld.
Theodor Heuss had het in de oorlog al eens opgenomen voor de Orde Pour le Mérite, hij zette ook de stichting van de eerste min of meer democratisch ingestelde orde van verdienste door. Men behoefde voor de nieuwe Bundesverdienstorden niet van adel te zijn.
De stichters vermeden de aanduidingen ridder, grootofficier, officier of commandeur te gebruiken. De graden heten naar de versierselen en men is geen lid van een ordegemeenschap.
In het stichtingsbesluit werd ook de gewenste vreedzame ontwikkeling benadrukt. De Bondsrepubliek bezat nog geen leger en er is nooit een militaire orde of een Bundesverdienstkreuz "met de zwaarden" ingesteld.
De bondsregering richtte zich naar de internationale diplomatieke gebruiken en gaf de orde meerdere graden. In 1951 werden zes graden ingesteld:
1. Bijzonder grootkruis, in het Duits Großkreuz in besonderer Ausführung. Deze graad kon alleen door de bondspresident worden verleend. De andere onderscheidingen konden ook op voordracht worden toegekend.
2. Grootkruis met Ster en Grootlint, in het Duits Großes Verdienstkreuz mit Stern und Schulterband.
3. Grootkruis van Verdienste met Ster, in het Duits Großes Verdienstkreuz mit Stern.
4. Grootkruis van Verdienste, in het Duits Großes Verdienstkreuz.
5. Kruis van Verdienste als Steckkreuz, in het Duits Verdienstkreuz als Steckkreuz.
6. Kruis van Verdienste aan Lint, in het Duits Verdienstkreuz am Bande.

In 1952 werd het kruis van Verdienste aan Lint aangevuld met een gesp voor werknemers die 50 jaar in dezelfde dienstbetrekking werkten. Deze op het lint aangebrachte gesp werd in 1966 opgeheven.
In 1952 werd het grootkruis van Verdienste met Ster in twee graden gedeeld; het grootkruis van Verdienste met Ster en Grootlint en het grootkruis van Verdienste met Ster. De eerste van deze twee graden werd een grootkruis IIIe Klasse terwijl de tweede een grootofficiersgraad bleef.
In 1952 werd voor het eerst een Sonderstufe des Großkreuzes, een bijzonder grootkruis, toegekend. Pas in 1955 werd deze toevoeging, het gaat om een Bijzondere Klasse, een grootkruis voor staatshoofden, ook in de statuten opgenomen.
In 1955 werd een medaille van Verdienste (Verdienstmedaille) aan de orde verbonden.

## De orde in 2008
| Graad (Stufe)                                                     | Draagwijze | Versiersel                                                               | Internationaal protocollair equivalent |
| ----------------------------------------------------------------- | --- | ------------------------------------------------------------------------ | --- |
| Medaille van Verdienste (Verdienstmedaille)                       | Gedragen aan een lint op de linkerborst                                                                        |                                                                          | Medaille |
| Kruis van Verdienste aan Lint                                     | Gedragen aan een lint op de linkerborst                                                                        |                                                                          | Ridder |
| Kruis van Verdienste I. Klasse                                    | Gedragen als een broche op de linkerborst                                                                      |                                                                          | Officier |
| Grote kruis van Verdienste                                        | Aan een lint om de hals                                                                                        |                                                                          | Commandeur |
| Grote kruis van verdienste met Ster                               | Het kruis aan een lint om de hals, de vlakke ster op de linkerborst.                                           | Een groot kruis en een plaque                                            | Grootofficier |
| Grote Kruis van Verdienste met Ster en Grootlint                  | Een kruis aan een breed lint en een gewelfde ster of plaque op de linkerborst.                                 | Een kruis en een ster. Deze graad wordt zelden toegekend.                | Grootkruis II. Klasse |
| Grootkruis                                                        | Een kruis aan een grootlint met machinaal gestikte adelaars en een ster op de linkerborst.                     | Een ster met zes punten                                                  | Grootkruis I. Klasse |
| Grootkruis in Bijzondere Uitvoering                               | Een kruis aan een grootlint met machinaal gestikte adelaars en strik en een zespuntige ster op de linkerborst. | Een lauwerkrans om het medaillon van het kleinood en het opgelegde kruis | Een bijzondere onderscheiding die alleen aan Konrad Adenauer en Helmut Kohl werd verleend. |
| Bijzondere graad van het grootkruis (Sonderstufe des Großkreuzes) | Een kruis aan een grootlint met met de hand gestikte adelaars en een ster op de linkerborst                    | Een gouden ster met acht punten                                          | Vijftien bevriende staatshoofden kregen deze gouden versierselen en dit lint. De bondspresidenten dragen dit kruis uit hoofde van hun ambt. Ook na hun aftreden blijven zij kruis en ster dragen. |

Heren en geüniformeerde dames dragen de modelversierselen. Dames dragen hun kruisen aan een tot een strik opgemaakt lint op de linkerschouder. Dames dragen hun grootkruisen aan een dameslint dat iets smaller is dan het grootlint van de heren.
De versierselen worden ook als miniatuur op het revers van een rokkostuum gedragen. Op een geklede jas, een jacquet of een kostuum draagt men een knoopsgatversiering.

## Benoemingen
Ieder jaar worden enige duizenden Duitsers en vreemdelingen gedecoreerd. Zij krijgen bij hun eerste benoeming in de regel het kruis van Verdienste aan Lint verleend. Wanneer de decorandus jonger dan veertig is krijgt hij of zij de medaille van Verdienste. Er werden in 2006 2312 kruisen en medailles uitgereikt. In totaal kregen 210 000 mensen een Bundesverdienskreuz tijdens de eerste 55 jaar van het bestaan van deze onderscheiding.

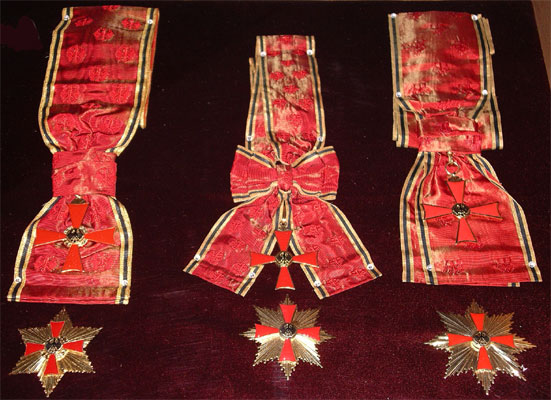
Grootkruis in bijzondere uitvoering (links), hoogste graad van het grootkruis (midden en rechts)

De voordrachten kunnen van iedereen uitgaan maar meestal betreft het voordrachten door Duitse ambassadeurs, burgemeesters en ministers. Hun voordrachten worden door de kanselarij van de bondspresident verzameld en beoordeeld. De door de bondspresident verleende onderscheidingen worden soms door hemzelf maar meestal door ministers, burgemeesters en, in het buitenland, door ambassadeurs uitgereikt.
Men kan een decorandus zijn kruis ook weer afnemen.

## De versierselen
Het kleinood van de orde is een rood geëmailleerd kruis van Malta met smalle armen en concave uiteinden. Het centrale medaillon is van goud en draagt een zwarte Duitse adelaar, het wapendier van de bondsrepubliek.
In feite zijn de versierselen van verguld koper. De producent is de firma Steinhauer&Lück GmbH & Co. KG in Lüdenscheid.

## Nederlandse dragers van de Orde van Verdienste van de Bondsrepubliek Duitsland
De volgende Nederlanders zijn drager van de Orde van Verdienste van de Bondsrepubliek Duitsland:
- De opeenvolgende Nederlandse ambassadeurs in Bonn en Berlijn
- koningin Juliana en prins Bernhard[3], koningin Beatrix en prins Claus, en koning Willem-Alexander[4] zijn met grootkruisen respectievelijk grootkruisen in de bijzondere klasse onderscheiden.
- Norbert Schmelzer verwierf het grootkruis van Verdienste met Ster van de Orde van Verdienste van de Bondsrepubliek Duitsland.[bron?] Deze graad is vergelijkbaar met die van een grootofficier.
- Peter Beaujean (1944), de toenmalige major domus (hoofd interne dienst) van koningin Beatrix, is tijdens het staatsbezoek van de president van de bondsrepubliek aan Nederland in 1985 Das Verdienstenkreuz am Bande (ridder) verleend. De door hem geleide lakeien, voor zover zij aan het bezoek meewerkten, kregen de medaille.
- Het Bundesverdienstkreuzes I. Klasse werd ook uitgereikt aan Rudi Carrell in 1985, Pierre van Hauwe in 2001 en aan Harry Mulisch in 2002.
- D66-politicus Hans van Mierlo werd in 2003 onderscheiden met het grootkruis met Ster en Lint in de Orde van Verdienste van de Bondsrepubliek Duitsland.
- Harrie van Daal, initiatiefnemer van Oorlogsmuseum Overloon werd in 1977 onderscheiden wegens zijn inspanningen voor vrijheid en vrede, en de verbetering van de relaties tussen de Bondsrepubliek en Nederland.
- Bij zijn commando-overdracht van het 1e Duits/Nederlandse Legerkorps (1GNC), op 25 september 2013, werd luitenant-generaal Van Loon het grootkruis van Verdienste met Ster toegekend.
- Wubbo Ockels werd onderscheiden met het kruis van Verdienste I. Klasse in de orde.[5]
- Mart de Kruif werd in juli 2015 onderscheiden met het grootkruis van Verdienste met Ster.[6]
- Tom Middendorp werd onderscheiden met grootkruis van Verdienste met Ster.[7]
- Herman van Veen ontving het Verdienstkreuz am Bande des Verdienstordens der Bundesrepublik Deutschland uit naam van de bondskanselier in 1999 vanwege zijn bijzondere bijdrage aan de Duits-Nederlandse verhoudingen.
- Betty Bausch-Polak wier ouders en man Philip de Leeuw door nazi's werden omgebracht kreeg op 12 november 2015 de onderscheiding voor haar gastlessen over de Holocaust op diverse Duitse scholen[8][9]
- Alfred Mozer (1970)[10]
- Ben Knapen werd op 5 oktober 1995 onderscheiden met het kruis van Verdienste I.
- Jan de Kleyn lt. generaal der Nederlandse Strijdkrachten b.d.
- Ewout van der Knaap werd in september 2024 onderscheiden met het kruis van Verdienste aan lint.[11]
- Rob Bauer werd op 10 december 2024 onderscheiden met het grootkruis van Verdienste met Ster vanwege zijn afscheid als voorzitter van het Militair Comité van de NAVO. [12]